# 克盧宛 (阿拉斯加州)
克盧宛（英語：Klukwan）是位於美國阿拉斯加州海恩斯自治市鎮的一個非建制地區和人口普查指定地區。根據2010年美國人口普查，該地人口為95人，而該地的面積約為4.90平方千米。

## 地理
克盧宛的座標為59°24′00″N 135°53′36″W / 59.40000°N 135.89333°W，而該地的平均海拔高度為83米（即272英尺）。